# Ягідне (Гвардійський міський округ)
Ягідне (рос. Ягодное) — селище Гвардійського міського округу, Калінінградської області Росії. Входить до складу Знаменського сільського поселення.
Населення — 21 особа (2015 рік).

## Населення
| 2002 | 2010 |
| ---- | ---- |
| 17   | ↗21  |